# ملانی چارتوف
ملانی چارتوف (انگلیسی: Melanie Chartoff؛ زادهٔ ۱۵ دسامبر ۱۹۵۰) یک هنرپیشه اهل ایالات متحده آمریکا است. وی از سال ۱۹۷۶ میلادی تاکنون مشغول فعالیت بوده‌است.
از فیلم‌ها یا برنامه‌های تلویزیونی که وی در آن نقش داشته است می‌توان به متأهل... دارای بچه اشاره کرد.